# 줄러 커커시
줄러 커커시(헝가리어: Kakas Gyula, 1876년 2월 25일 ~ 1928년)는 헝가리의 체조 선수이다. 그는 아테네에서 열린 1896년 하계 올림픽에 참가했다.
커커시는 평행봉, 철봉, 도마, 안마 종목에 참가했으나 메달을 따지는 못했으며 순위 또한 불명이다.
커커시는 부다페스트에서 사망했다.